# Lista zabytków w St. Julian’s
To jest lista zabytków w miejscowości St. Julian’s na Malcie, które są umieszczone na liście National Inventory of the Cultural Property of the Maltese Islands.

## Lista
| Nazwa zabytku                                   | Lokalizacja                                | Współrzędne                                   | Nr na liście NICPMI | Zdjęcie |
| ----------------------------------------------- | ------------------------------------------ | --------------------------------------------- | ------------------- | ------- |
| Statua św. Juliana                              | 130 Triq il-Kbira                          | 35°55′07,5″N 14°29′24,6″E/35,918750 14,490158 | 00795               |         |
| Statua Najświętszego Serca Jezusa               | Ix-Xatt ta’ Spinola (rondo)                | 35°55′07,4″N 14°29′23,2″E/35,918727 14,489787 | 00796               |         |
| Kościół Niepokalanego Poczęcia Maryi            | Triq San Ġorġ                              | 35°55′11,8″N 14°29′24,5″E/35,919934 14,490142 | 00797               |         |
| Kościół św. Juliana "ta’ Lapsi"                 | Triq Lapsi / Triq Sant’Anġlu               | 35°54′58,7″N 14°29′24,2″E/35,916292 14,490066 | 00798               |         |
| Statua Wniebowzięcia                            | Triq Lapsi / Triq Sant’Anġlu               | 35°54′59,0″N 14°29′24,0″E/35,916387 14,489989 | 00799               |         |
| Nisza Niepokalanego Poczęcia                    | 143 It-Telgħa ta’Birkirkara                | 35°55′00,3″N 14°29′32,9″E/35,916738 14,492481 | 00800               |         |
| Nisza Matki Bożej z Góry Karmel                 | 12 Trejqet il-Bajja                        | 35°54′54,2″N 14°29′32,6″E/35,915064 14,492395 | 00801               |         |
| Nisza św. Józefa                                | 107 It-Telgħa ta’Birkirkara                | 35°54′52,9″N 14°29′27,4″E/35,914693 14,490953 | 00802               |         |
| Nisza Matki Bożej z Góry Karmel                 | 5 Triq Birkirkara                          | 35°54′41,9″N 14°29′31,4″E/35,911644 14,492054 | 00803               |         |
| Kościół Matki Bożej Dobrej Rady                 | Triq il-Knisja                             | 35°55′20,3″N 14°29′31,3″E/35,922317 14,492031 | 00804               |         |
| Kościół św. Rity                                | Sqaq Lourdes                               | 35°55′27,6″N 14°29′13,0″E/35,924336 14,486931 | 00805               |         |
| Villa Leoni                                     | 177 Triq il-Kbira                          | 35°54′57,5″N 14°29′35,1″E/35,915960 14,493094 | 01210               |         |
| Villa Priuli                                    | 42 Triq il-Kbira                           | 35°54′52,3″N 14°29′36,1″E/35,914522 14,493360 | 01211               |         |
| Balluta Buildings                               | Telgħet San Ġiljan                         | 35°54′50,2″N 14°29′40,0″E/35,913954 14,494440 | 01212               |         |
| Villa Blanche                                   | 44 Triq il-Kbira                           | 35°54′52,7″N 14°29′35,8″E/35,914633 14,493278 | 01213               |         |
| Villa Cassar Torregiani                         | 40 Triq il-Kbira                           | 35°54′51,3″N 14°29′36,0″E/35,914250 14,493338 | 01214               |         |
| Villa Fieres                                    | Triq Michelangelo Borġ                     | 35°55′05,9″N 14°29′23,4″E/35,918295 14,489825 | 01215               |         |
| Villa Rosa                                      | Triq in-Nemes                              | 35°55′29,4″N 14°29′11,3″E/35,924831 14,486461 | 01216               |         |
| Restauracja San Giuliano                        | Triq San Ġużepp                            | 35°55′11,5″N 14°29′26,3″E/35,919871 14,490640 | 01217               |         |
| Dragonara Palace                                | Triq Dragunara                             | 35°55′35,0″N 14°29′40,8″E/35,926394 14,494671 | 01218               |         |
| Restauracja La Maltija                          | 1 Triq il-Knisja / 66 Triq il-Wilġa        | 35°55′23,8″N 14°29′32,0″E/35,923267 14,492234 | 01219               |         |
| The Stables                                     | 3 Triq il-Knisja                           | 35°55′23,6″N 14°29′31,9″E/35,923219 14,492204 | 01220               |         |
| Budynek St. Julian’s Band Club                  | 31 Triq San Ġorġ                           | 35°55′10,0″N 14°29′23,5″E/35,919454 14,489853 | 01221               |         |
| Wieża św. Jerzego                               | na terenie hotelu Corinthia                | 35°55′44,5″N 14°29′27,0″E/35,929025 14,490824 | 1382                |         |
| Entrenchment od Spinola Bay do St. George’s Bay | Triq Spinola – Triq Wilġa – Triq Dragunara | 35°55′22,2″N 14°29′37,6″E/35,922830 14,493786 | 1421                |         |
| St. Julian’s Entrenchment                       | Triq it-Torri od Balluta Bay do Exiles Bay | 35°54′55,0″N 14°29′44,6″E/35,915278 14,495722 | 1422                |         |